# Allan Erdman
Allan Erdman (n. 11 iulie 1933, Velikie Luki, RSFS Rusă, URSS) este un trăgător de tir ce a reprezentat Uniunea Republicilor Sovietice Socialiste, medaliat olimpic. A participat la o ediție a Jocurilor Olimpice (1956) în care a câștigat o medalie de argint.